# Cibakháza, Jász-Nagykun-Szolnok
Cibakháza  este un sat în districtul Kunszentmárton, județul Jász-Nagykun-Szolnok, Ungaria, având o populație de 4.464 de locuitori (2011). 

## Demografie
Componența etnică a satului Cibakháza
     Maghiari (92,6%)
     Romi (6,47%)
     Necunoscut (0,25%)
     Alții (0,68%)
Componența confesională a satului Cibakháza
     Romano-catolici (37,99%)
     Fără religie (30,29%)
     Reformați (5,96%)
     Necunoscută (24,48%)
     Alte religii (1,93%)
Conform recensământului din 2011, satul Cibakháza avea 4.464 de locuitori. Din punct de vedere etnic, majoritatea locuitorilor (92,6%) erau maghiari, cu o minoritate de romi (6,47%). Apartenența etnică nu este cunoscută în cazul a 0,25% din locuitori. Nu există o religie majoritară, locuitorii fiind romano-catolici (37,99%), persoane fără religie (30,29%) și reformați (5,96%). Pentru 24,48% din locuitori nu este cunoscută apartenența confesională.